# Sakristan des Apostolischen Palastes
Der Sakristan des Apostolischen Palastes war ein Geistlicher der römischen Kurie, der für die Aufbewahrung und Pflege der Vasa Sacra, die Inneneinrichtung und die Reliquien des Apostolischen Palastes verantwortlich war. Das Amt wurde 1991 von Papst Johannes Paul II. aufgehoben und mit dem Amt des Päpstlichen Zeremoniars zum Amt für die Liturgischen Feiern des Papstes zusammengefasst.

## Geschichte
Der Sakristan des Apostolischen Palastes war traditionell ein Angehöriger des Ordens der Augustiner-Eremiten (OESA). Dieser Brauch begann 1352 und wurde später von Papst Alexander VI. kodifiziert. Ab dem Pontifikat von Clemens VIII. (1592–1605) wurde dem Amtsinhaber der Titel eines Bischofs von Porphyreon verliehen.
Seine Aufgabe war es, dem Papst bei den von ihm vollzogenen religiösen Zeremonien zur Seite zu stehen. Insbesondere hatte er vor dem Offertorium eine kleine Menge des für die Konsekration bestimmten Weines zu verkosten, um festzustellen, ob die Qualität des Weins den Ansprüchen einer Papstmesse genügte.
Im Jahr 1824 errichtete Papst Leo XIII. eine eigene Pfarrei für den Apostolischen Palast.
Mit der Apostolischen Konstitution Ex Lateranensi pacto vom 30. Mai 1929 legte Pius XI. fest, dass die Vatikanstadt, soweit ihr Territorium im Bistum Rom lag, eine eigene kirchliche Verwaltung erhalten sollte. Die Seelsorge in diesem Gebiet übertrug er dem Sakristan des Apostolischen Palastes, darüber hinaus übertrug er dem Sakristan die pastorale Aufsicht über den Lateranpalast und Castel Gandolfo, nahm jedoch die Vatikanische Basilika und deren Domkapitel hiervon aus.
Papst Paul VI. verfügte mit dem motu proprio Pontificalis domus vom 28. März 1968, dass der Sakristan des Apostolischen Palastes zugleich Generalvikar des Papstes für die Vatikanstadt sein sollte.
Mit einem Chirograph vom 14. Januar 1991 verfügte Papst Johannes Paul II., dass die Aufgaben des Sakristans auf das Amt für die Liturgischen Feiern des Papstes übergingen. Den Augustiner-Eremiten verblieb die Seelsorge in der Pfarrei von Sant’Anna dei Palafrenieri.

## Liste der Sakristane des Apostolischen Palastes
Vom 14. bis zum 20. Jahrhundert bekleideten die folgenden Augustiner-Eremiten das Amt eines Sakristans des Apostolischen Palastes:
- Pietro Gaufridi OESA (1352–1361), Bischof von Toulon
- Raimondo Daconis OESA (1362–1375), Bischof von Toulon
- Pietro Amely OESA (1375–1401), Bischof von Senigallia
- Pietro Assibiti OESA (1401–1440), Bischof von Oloron
- Rodolfo Castellano OESA (1440–1460), Bischof von Città di Castello
- Giovanni Giamberoni Bucci OESA (1460–1483), Bischof von Città di Castello
- Giovanni Paolo de Bossis OESA (1483–1501), Abt von San Sebastiano
- Agostino da Città di Castello OESA (1501–1503)
- Zaccaria da Savona OESA (1504–1504)
- Nicola Foresi OESA (1504–1508), Bischof von Durazzo
- Gabriele Mascioli Foschi OESA (1508–1534), Bischof von Durazzo
- Alfonso Oliva OESA (1534–1544), Bischof von Bovino
- Giovanni Barba OESA (1544–1565), Bischof von Terni
- Egidio de Valenti OESA (1565–1568), Bischof von Nepi e Sutri
- Giuseppe Panfilo OESA (1568–1574), Bischof von Segni
- Agostino Molari OESA (1574–1595)
- Angelo Rocca OESA (1595–1620), Titularbischof von Thagaste
- Giovanni Battista d’Asti OESA (1620–1620), Titularbischof von Thagaste
- Vincenzo Spinola OESA (1620–1623), Titularbischof von Thagaste
- Fulgenzio Gallucci OESA (1623–1624), Titularbischof von Thagaste
- Fortunato Scacchi OESA (1624–1639)
- Taddeo Altini OESA (1639–1655), Titularbischof von Porphyreon
- Ambrogio Landucci OESA (1655–1669), Titularbischof von Porphyreon
- Giuseppe Eusanio OESA (1669–1692), Titularbischof von Porphyreon
- Pietro Lamberto Le Drou OESA (1692–1712), Titularbischof von Porphyreon
- Nicola Agostino de Olivieriis OESA (1713–1731), Titularbischof von Porphyreon
- Tommaso Cervioni OESA (1731–1741), Titularbischof von Porphyreon
- Silvestro Merani OESA (1742–1764), Titularbischof von Porphyreon
- Nicola Landini OESA (1764–1782), Titularbischof von Porphyreon
- Francesco Saverio Cristiani OESA (1782–1800), Titularbischof von Porphyreon
- Giuseppe Bartolomeo Menocchio OESA (1800–1823), Titularbischof von Porphyreon
- Giuseppe Perugini OESA (1823–1829), Titularbischof von Porphyreon
- Giovanni Augustoni OESA (1829–1839), Titularbischof von Porphyreon
- Giuseppe Castellani OESA (1839–1854), Titularbischof von Porphyreon
- Giuseppe Palermo OESA (1855–1856), Titularbischof von Porphyreon
- François Marinelli OESA (1856–1887), Titularbischof von Porphyreon
- Guglielmo Pifferi OESA (1887–1910), Titularbischof von Porphyreon
- Agostino Zampini OESA (1910–1937), Titularbischof von Porphyreon
- Alfonso De Romanis OSA (1937–1951), Titularbischof von Porphyreon
- Pietro Canisio van Lierde OSA (1951–1991), Titularbischof von Porphyreon